# Космос-2237
Космос-2237 је један од преко 2400 совјетских вјештачких сателита лансираних у оквиру програма Космос.
Космос-2237 је лансиран са космодрома Тјуратам, Бајконур, Казахстан, 26. марта 1993. Ракета-носач је поставила сателит у орбиту око планете Земље. Маса сателита при лансирању је износила 6000 килограма. Космос-2237 је био сателит намијењен за електронско извиђање, јављање и навођење.